# Kanton Chalamont
Kanton Chalamont (fr. Canton de Chalamont) byl francouzský kanton v departementu Ain v regionu Rhône-Alpes. Skládal se z osmi obcí. Zrušen byl po reformě kantonů 2014.

## Obce kantonu
- Chalamont
- Châtenay
- Châtillon-la-Palud
- Crans
- Le Plantay
- Saint-Nizier-le-Désert
- Versailleux
- Villette-sur-Ain